# Trichodocus albosticticus
Trichodocus albosticticus là một loài bọ cánh cứng trong họ Cerambycidae.